# Magnus von Moltke
Magnus Graf von Moltke (ur. 20 sierpnia 1783 w Nør, zm. 12 marca 1864 w Kilonii) – duński prawnik i polityk. W latach 1834–1838 przewodniczący Zgromadzenia Stanowego Miasta Szlezwiku.

## Życiorys
Był synem generała dywizji, późniejszego hrabiego Christiana Magnusena Frederika von Moltke oraz Frederikki Elisabeth Reventlow. W 1806 roku zdał egzamin prawniczy w Szlezwiku. W 1817 został sędzią Sądu Najwyższego.

### Kariera polityczna
Dołączył do Liberalnej Partii Szlezwika-Holsztynu. W 1834 roku został wybrany posłem stanowym miasta Szlezwiku, a w 1836 roku został przewodniczącym pierwszego zgromadzenia stanowego. W 1838 roku zrezygnował z ponownego kandydowania na funkcję przewodniczącego. Opowiadał się za finansową autonomią księstwa oraz za zjednoczeniem zgromadzeń stanowych Szlezwika z Holsztynem. W 1841 nie został ponownie wybrany do zgromadzenia stanowego.
W 1848 roku zrezygnował z duńskich tytułów szlacheckich, żeby umożliwić sobie bezskuteczne kandydowanie do Zgromadzenia Narodowego we Frankfurcie. Od 1850 roku, aż do śmierci mieszkał w Kilonii.

## Życie prywatne
W październiku 1814 roku ożenił się z hrabiną Juliane Charlotte Ulrikke Brockdorff.